# Мельников, Алексей Николаевич (1900—1967)
Алексе́й Никола́евич Ме́льников (18 февраля [2 марта] 1900, Тарханы, Пензенская губерния. Российская империя — 17 августа 1967, Москва, РСФСР, СССР) — член Военных советов ряда фронтов и военных округов, генерал-майор (1942).

## Биография
В РККА с 1918, член РКП(б) с 1919. Окончил академические курсы при Высшей военной академии имени К. Е. Ворошилова. До февраля 1939 2-й секретарь Молдавского обл. комитета КП(б) Украины, затем до июня того же года 1-й секретарь. С 21 марта 1939 до 5 октября 1952 член Центральной ревизионной комиссии ВКП(б). С 1939 по декабрь 1940 член Военного совета Ленинградского военного округа. С 10 января по 26 марта 1940 член Военного совета Северо-Западного фронта. С декабря 1940 по 1941 заместитель начальника Главного управления автобронетанковых войск Народного комиссариата обороны СССР по политической части. С 18 октября по декабрь 1941 член Военного совета 56-й армии. С сентября 1942 по май 1945 член Военного совета 28-й армии третьего формирования. В 1945—1946 член Военного совета Северо-Кавказского военного округа. С 1946 член Военного совета Южно-Уральского военного округа. С 1953 по 1964 заместитель начальника Управления Министерства обороны СССР. С 1964 в отставке. Похоронен в Москве на Новодевичьем кладбище.

### Звания
- корпусной комиссар (27.04.1939);
- генерал-майор (6.12.1942).

### Награды
- три ордена Ленина (07.02.1939[4], 30.04.1945, 29.05.1945);
- три ордена Красного Знамени (21.03.1940, 30.04.1945, 15.11.1950);
- орден Кутузова 1-й степени (19.04.1945);
- орден Суворова 2-й степени (19.03.1944);
- 2 ордена Кутузова 2-й степени (17.09.1943, 23.07.1944);
- орден Красной Звезды (03.11.1944);
- медаль «XX лет Рабоче-Крестьянской Красной Армии» (22.02.1938);
- медаль  "За оборону Сталинграда»